# Registre national des fiducies
Le Registre national des fiducies est en France un registre (Base de données informatique) institué par décret en 2010 destiné à lutter contre le blanchiment de l'argent.
Il a été créé à la suite de certains engagements de la France (lutte contre la corruption, le terrorisme et le blanchiment de l'argent), notamment transcrits dans la Loi sur le blanchiment d’argent, LBA. 
(Les fiducies, mal encadrées et peu transparentes peuvent en effet contribuer au blanchiment d'argent sale,,,, et en outre offrir des niches fiscales indues ou contribuer (comme lors de la crise de 2008, avec les banques à une titrisation aggravant certaines crises financières (en achetant avec l'argent d'autrui des « actifs toxiques » pour le compte de leurs « bénéficiaires ») ; une meilleure traçabilité de l'argent pourrait contribuer à les responsabiliser. Avant 2007, certaines fiducies ne désignaient pas leurs bénéficiaires par leur nom mais les classaient dans une catégorie générale ou disposaient de règles de confidentialité et de secret professionnel telles que l'identité du propriétaire ou bénéficiaire réel des biens de la fiducie était cachée. Ceci autorisait des transferts d'argent sale du fiduciant vers des comptes bancaires des bénéficiaires. 
Ce registre consiste selon le décret de 2010 en un « traitement automatisé de données à caractère personnel », mais il n'est pas public ; Seuls les agents de la direction générale des finances publiques chargés de la mise en œuvre du traitement individuellement désignés et spécialement habilités à cette fin, ainsi que les juges d’instruction, procureurs, officiers de police judiciaire peuvent accéder aux données contenues dans le registre.

## Objet
L'enregistrement des personnes et entreprises fiduciaires (acteurs spécialisées dans la garde et la gestion à moyen ou long terme du patrimoine d'une personne ou d'une entreprise) vise une moindre opacité des marchés financiers par une meilleure traçabilité de l'argent dans le monde de la fiducie. 
ce dernier repose sur la confiance entre ses membres, mais son opacité permettait avant l'établissement de ce registre de détourner de l'argent, de contribuer au blanchiment d'argent sale (via les opérations de gestion de capitaux), aussi via des filiales, l'anonymisation, de faux-nez ou hommes de paille 
C'est pourquoi, le législateur a prévu dans divers pays l'obligation de déclaration à un registre national. La loi l'a imposé en France en 2007 (loi du 19 février 2007). 
Ce traitement de certaines informations fiduciaires vise à « centraliser les informations relatives aux contrats de fiducie nécessaires pour faciliter les contrôles permettant la lutte contre l'évasion fiscale, le blanchiment des capitaux et le financement du terrorisme »

## Destinataires
Sont « destinataires » des informations faisant l'objet du traitement, pour l'exercice des missions qui leur sont confiées, 
- le « juge d'instruction »,
- le « procureur de la République »,
- les « officiers de police judiciaire »,
- les « agents des douanes mentionnés à l'article 28-1 du code de procédure pénale »,
- les « agents du service TRACFIN » (Traitement du Renseignement et Action contre les Circuits Financiers clandestins)[10] et
- « les agents habilités de la direction générale des finances publiques chargés du contrôle et du recouvrement en matière fiscale ».

## Mise en œuvre & modalités de consultation
- Le décret de 2010 attribue au ministre chargé du budget via la Direction générale des Finances publiques la mise en place du registre[1].
- Conformément à la loi du 6 janvier 1978[11], il existe un droit d'accès et de rectification (qui peut être exercé via le service des impôts qui a enregistré le contrat de fiducie. Cependant, le droit d'opposition tel que prévu par l'article 38 de la loi du 6 janvier 1978 ne s'applique pas au traitement[1].
- Le décret a aussi prévu une traçabilité des consultations des données traitées ; Chaque consultation est enregistrée avec identification du consultant, de la date, heure et objet de la consultation[1]. 
Ces informations sont conservées durant trois ans[1].

## Obligation de déclaration
En France, depuis 2007, toutes les personnes « mentionnées au 12 de l'article L. 562-1 » doivent déclarer « la constitution, la gestion ou la direction de fiducies régies par les articles 2011 à 2031 du code civil ou par un droit étranger ou de toute autre structure similaire » si - dans le cadre de leur activité professionnelle - « elles réalisent au nom et pour le compte de leur client » une « transaction financière ou immobilière » ou si « elles participent en assistant leur client à la préparation ou à la réalisation des transactions concernant (…) La constitution, la gestion ou la direction de fiducies régies par les articles 2011 à 2031 du code civil ou par un droit étranger ou de toute autre structure similaire. », avec deux exceptions partielles : « Les personnes mentionnées au 12 de l'article L. 562-1 dans l'exercice des activités relatives aux transactions visées ci-dessus et les experts-comptables lorsqu'ils effectuent des consultations juridiques conformément aux dispositions de l'article 22 de l'ordonnance n° 45-2138 du 19 septembre 1945 portant institution de l'ordre des experts-comptables et réglementant le titre et la profession d'expert-comptable ne sont pas tenus de procéder à la déclaration prévue à l'article L. 562-2 lorsque les informations ont été reçues d'un de leurs clients ou obtenues sur l'un d'eux, soit dans le cadre d'une consultation juridique sauf si celle-ci est fournie aux fins de blanchiment de capitaux ou si ces personnes y procèdent en sachant que leur client souhaite obtenir des conseils juridiques aux fins de blanchiment de capitaux, soit dans l'exercice de leur activité dans l'intérêt de ce client lorsque cette activité se rattache à une procédure juridictionnelle, que ces informations soient reçues ou obtenues avant, pendant ou après cette procédure, y compris dans le cadre de conseils relatifs à la manière d'engager ou d'éviter une telle procédure ». La loi de 2007 a prévu une certaine « publicité » des opérations via un registre national des fiducies , mais il a fallu attendre 3 ans pour qu'un décret précise enfin le fonctionnement du registre (identité des parties au contrat, date de l’enregistrement de la fiducie auprès des services fiscaux…).

## Contenu
Les informations traitées par le registre et conservées 10 ans après extinction de la fiducie sont :
1. « Nom, prénoms, adresse, date et lieu de naissance des personnes physiques ayant la qualité de constituant, de fiduciaire et, le cas échéant, des personnes physiques désignées dans le contrat de fiducie comme bénéficiaires »[1] ;
2. « Dénomination sociale, numéro SIREN et adresse du siège social ou de l'établissement des personnes morales ayant la qualité de constituant, de fiduciaire et, le cas échéant, des personnes morales désignées dans le contrat de fiducie comme bénéficiaires »[1] ;
3. « Date et numéro de l'enregistrement du contrat de fiducie et de ses avenants et identification du service des impôts auprès duquel la formalité a été accomplie »[1] ;
4. « Le cas échéant, date d'accomplissement des formalités de la publicité foncière, numéro de publication et identification du service auprès duquel les formalités ont été accomplies »[1].

## Limites
En théorie, une réelle transparence des fiduciaires empêcherait tout blanchiment d'argent par elles. 
Dans la réalité, les conditions d'accès au registre sont si restrictive qu'il n'apporte une transparence limitée, et il n'est pas prévu que l'information qui y entre soit vérifiée en amont. 
Les accès à ce registre sont de plus en grande partie réservés à des fonctionnaires des finances qui sont de par leur statut fortement soumis au devoir de réserve et de discrétion. Le GAFI (Groupe d’Action Financière contre le Blanchiment de capitaux) n'y a par exemple pas directement accès, constitué d'experts en droit et finance de 31 pays membres, dont la France, le Canada, les États-Unis, le Japon, mais aussi de certains paradis bancaire (Luxembourg, Suisse, Singapour…) ayant produit 40 recommandations constituant un plan d’action complet pour lutter contre le blanchiment de capitaux. Les parlementaires chargés de rédiger des rapports spéciaux pourraient indirectement en tirer des informations, mais sans avoir le droit de citer de noms ou chiffres . Par ailleurs, les tribunaux et unités spécialisées semblent manquer de moyens face à l'ampleur des besoins de contrôle et surveillance de l'argent sale. De plus, le décret mettant en place le registre n'a été publié que 3 ans après la loi permettant la constitution en France de trusts financiers. 

Enfin, le décret ne semble pas avoir prévu de sanctions en cas de non-publicité. 
 